# Pagny-sur-Moselle
Pagny-sur-Moselle – miejscowość i gmina we Francji, w regionie Grand Est, w departamencie Meurthe i Mozela.
Według danych na rok 1990 gminę zamieszkiwało 4227 osób, a gęstość zaludnienia wynosiła 377 osób/km² (wśród 2335 gmin Lotaryngii Pagny-sur-Moselle plasuje się na 102. miejscu pod względem liczby ludności, natomiast pod względem powierzchni na miejscu 520.).